# Saint-Éloy-les-Mines
Saint-Éloy-les-Mines – miejscowość i gmina we Francji, w regionie Owernia-Rodan-Alpy, w departamencie Puy-de-Dôme.
Według danych na rok 1990 gminę zamieszkiwało 4721 osób, a gęstość zaludnienia wynosiła 214 osób/km² (wśród 1310 gmin Owernii Saint-Éloy-les-Mines plasuje się na 39. miejscu pod względem liczby ludności, natomiast pod względem powierzchni na miejscu 388.).